# Seeland (Svizzera)

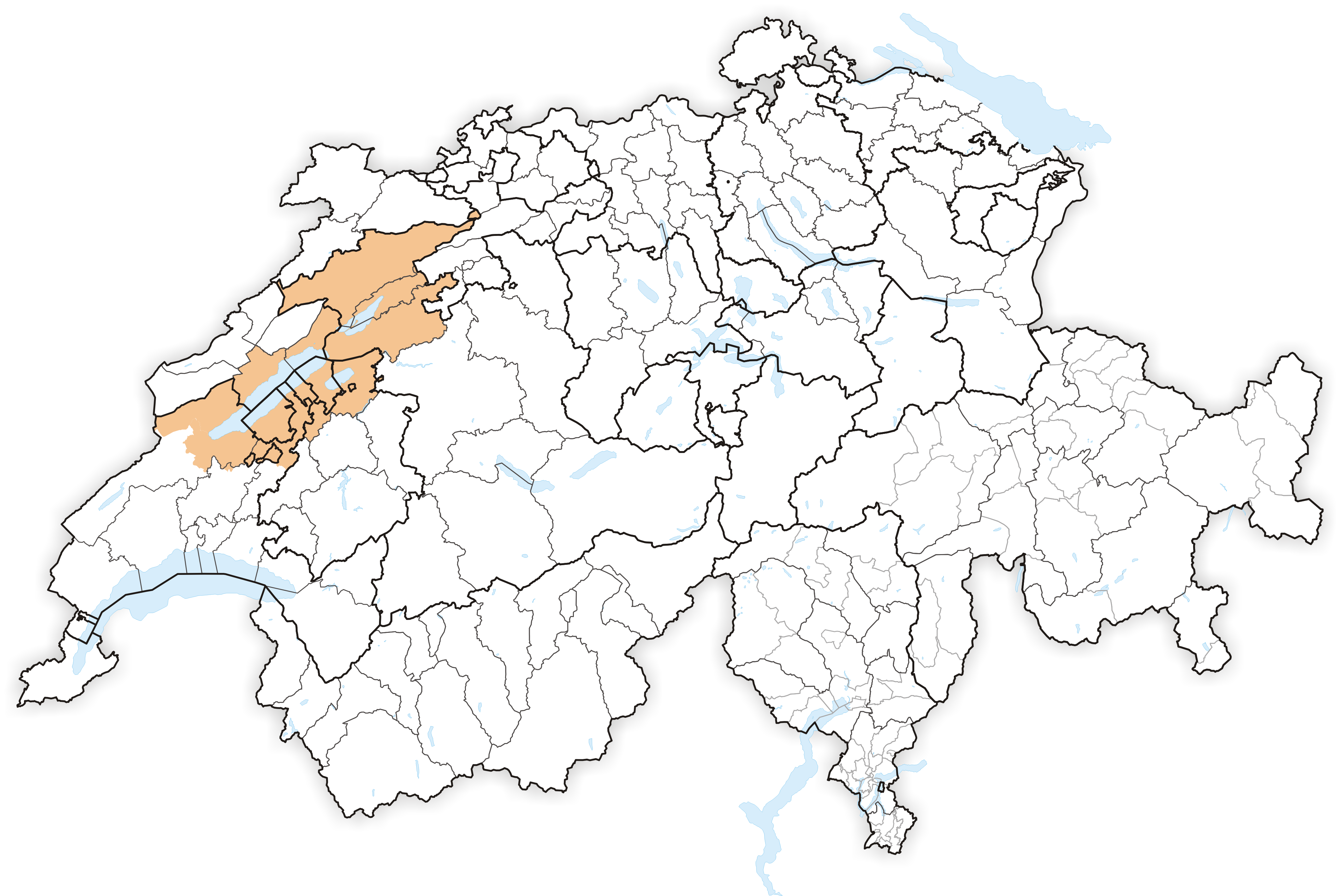
Carta della Svizzera con in marrone la regione del Seeland.

Il Seeland (in italiano, "terra dei laghi"), è la zona centrale della regione del Drei-Seen-Land (in italiano, "terra dei tre laghi"), nella parte nordoccidentale della Svizzera. 
Il Seeland, compreso in gran parte nel territorio del canton Berna, è tipicamente bilingue (tedesco e francese), e ha come capoluogo la città di Bienne, che sorge sulle rive dell'omonimo lago; gli altri due laghi che delimitano il Seeland sono quello di Morat e quello di Neuchâtel.

## Geografia

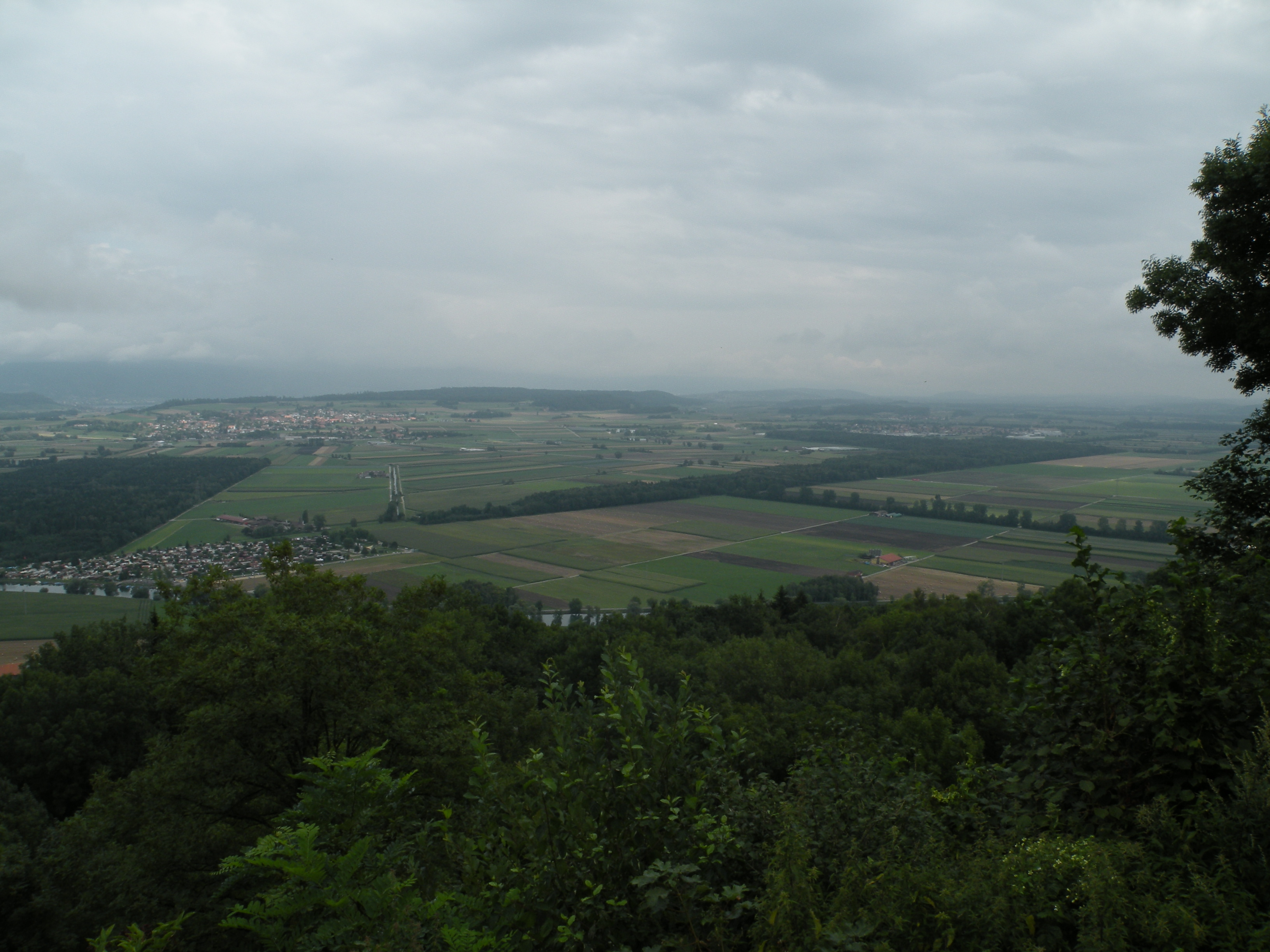
Il Seeland visto dal monte Vully

La regione è formata dalla depressione ai piedi del massiccio del Giura dove si trovano i tre bacini menzionati sopra. La depressione venne scavata dai ghiacciai della regione che, durante le glaciazioni, si estendevano fino al canton Soletta. La morena terminale, formatasi in quel cantone, ostacolando il deflusso delle acque, in epoca postglaciale, formò un grande lago. Con il tempo l'emissario fiume Aar scavò una valle sempre più profonda nella morena, abbassando il livello delle acque e formando in seguito i tre bacini separati. La regione rimase comunque sempre sottoposta a frequenti e devastanti alluvioni. Solo nel XVIII secolo, con la correzione delle acque del Giura, si riuscì ad avere un migliore controllo sul deflusso delle acque, che rese questa regione una delle più importanti aree agricole di tutto il paese.